# Scharpenstein
Scharpenstein ist eine Ortslage im Wuppertaler Wohnquartier Beyenburg-Mitte im Stadtbezirk Langerfeld-Beyenburg.

## Etymologie und Geografie
Scharpenstein bedeutet scharfer Stein im Sinne von einem steil abfallender Felsen. Der Name weist auf die Lage am Fuß des steil abfallenden Berghangs hin.
Die Ortslage liegt auf 200 m ü. NHN an der Trasse der Wuppertalbahn westlich des ehemaligen Beyenburger Bahnhofs. Benachbarte Ortslagen sind neben dem westlichen Teil Beyenburgs die Beyenburger Lohmühle, In der Grüne, Beyenburger Brücke, Brückberg, Steinhaus, Siepenplatz und Mosblech. Westlich befindet sich das Waldgebiet Sondernbusch.

## Geschichte
1715 verzeichnete Erich Philipp Ploennies in seinem Werk Topographia Ducatus Montani den Hof als Scharpens. Auf der Topographischen Aufnahme der Rheinlande von 1824 ist der Ort als Scharpenstein und auf der Preußischen Uraufnahme von 1843 unbeschriftet verzeichnet.
1815/16 lebten zwei Einwohner im Ort. 1832 war Scharpenstein Teil der Honschaft Walbrecken, die nun der Bürgermeisterei Lüttringhausen angehörte. Der laut der Statistik und Topographie des Regierungsbezirks Düsseldorf als Handwerkerwohnungen bezeichnete Ort besaß zu dieser Zeit ein Wohnhaus. Zu dieser Zeit lebten elf Einwohner im Ort, alle evangelischen Glaubens. Im Gemeindelexikon für die Provinz Rheinland von 1888 werden ein Wohnhaus mit 15 Einwohnern angegeben.